# Juan Ramón Carrasco
Juan Ramón Carrasco Torres (Sarandí del Yí, 15 de setembro de 1956[carece de fontes?]) é um treinador e ex-futebolista uruguaio que atuava como meia. Atualmente está sem clube.

## Carreira como futebolista
Juan Ramon Carrasco nasceu em Sarandí del Yí, departamento de Durazno, no centro do Uruguai. Começou sua carreira em pequenos clubes de sua cidade natal, onde era conhecido como El Pita por comer Pitanga em sua infância. Estreou em 1973 (aos 16 anos), jogando pelo Nacional do Uruguai, onde teve uma carreira sem muito sucesso até 1977, quando conquistou seu primeiro título em uma campanha onde marcou 12 vezes, sendo o artilheiro da equipe nesse torneio.
No início de 1979, Carrasco chegou ao River Plate da Argentina. Nos Milionários ganhou 3 títulos em 1979-1980, mas com pouca participação de Carrasco, que ficou no banco de reservas. Em 1981, Carrasco saiu do clube, possivelmente por causa de sua má relação com o treinador, e mudou-se para o Racing de Avellaneda, onde terminou como artilheiro, mas não foi campeão.
No final de 1985, retornou ao Uruguai para jogar no Danubio, mas uma lesão no joelho quase o impediu de jogar.
No ano seguinte, retornou pela terceira vez ao Nacional. Depois de rescindir com o Nacional, Carrasco passou por Cádiz da Espanha, River Plate do Uruguai, Peñarol, São Paulo, River Plate do Uruguai novamente, Bella Vista, Marítimo e uma terceira passagem pelo River Plate do Uruguai. Finalmente, em 1994 retornou ao Nacional, mas suas diferenças com o técnico Hector Salva e uma nova chance perdida contra o Peñarol desencadeou a sua partida. No entanto, em meados de 1997, re-assinou contrato com Nacional, no qual foi sua quinta passagem pelo clube.
Depois disso, Carrasco foi jogar no Rocha, onde foi treinador e jogador da equipe ao mesmo tempo por cerca de um ano, quando finalmente decidiu se aposentar.

## Estilo de jogo
Carrasco é um treinador polêmico e transgressivo no futebol uruguaio. No Rocha, foi treinador e jogador da equipe ao mesmo tempo. Por sua vez, todas as equipes que passou instituiu um estilo de jogo ultra-ofensivo, com três atacantes e jogadas de ataque usinadas e pré-testadas. Seu estilo de jogo no River Plate-URU se tornou conhecido como o "Tiqui-Tiqui". Entre as diferentes formas que o distingue dos treinadores comuns incluem:
- Muitas vezes fazer substituições no primeiro tempo, ainda nos primeiros minutos;
- Muitas vezes substituir um jogador se ele não fizer um movimento planejado em uma das estratégias ofensivas. Também no caso, se um jogador recebe um cartão amarelo;
- Trocar constantemente o capitão da equipe de jogo para jogo;
- Muitas vezes modificar a formação tática do time de jogo para jogo, já que considera que o sistema de jogo está acima dos jogadores que o praticam.

### Estatística
| Clube       | Jogos | Vitórias | Empates | Derrotas |
| ----------- | ----- | -------- | ------- | -------- |
| Atlético-PR | 36    | 22       | 7       | 7        |

## Títulos

### Como jogador
Nacional
- Campeonato Uruguaio: 1977

River Plate (Argentina)
- Campeonato Nacional de Futebol: 1979
- Campeonato Metropolitano de Futebol: 1979, 1980

### Como treinador
Fenix
- Liguilla Pré-Libertadores: 2002

Nacional
- Campeonato Uruguaio: 2010–11

#### Prêmios individuais
- Melhor treinador do Campeonato Paranaense - 2012[3]